# Zbigniew Parandowski

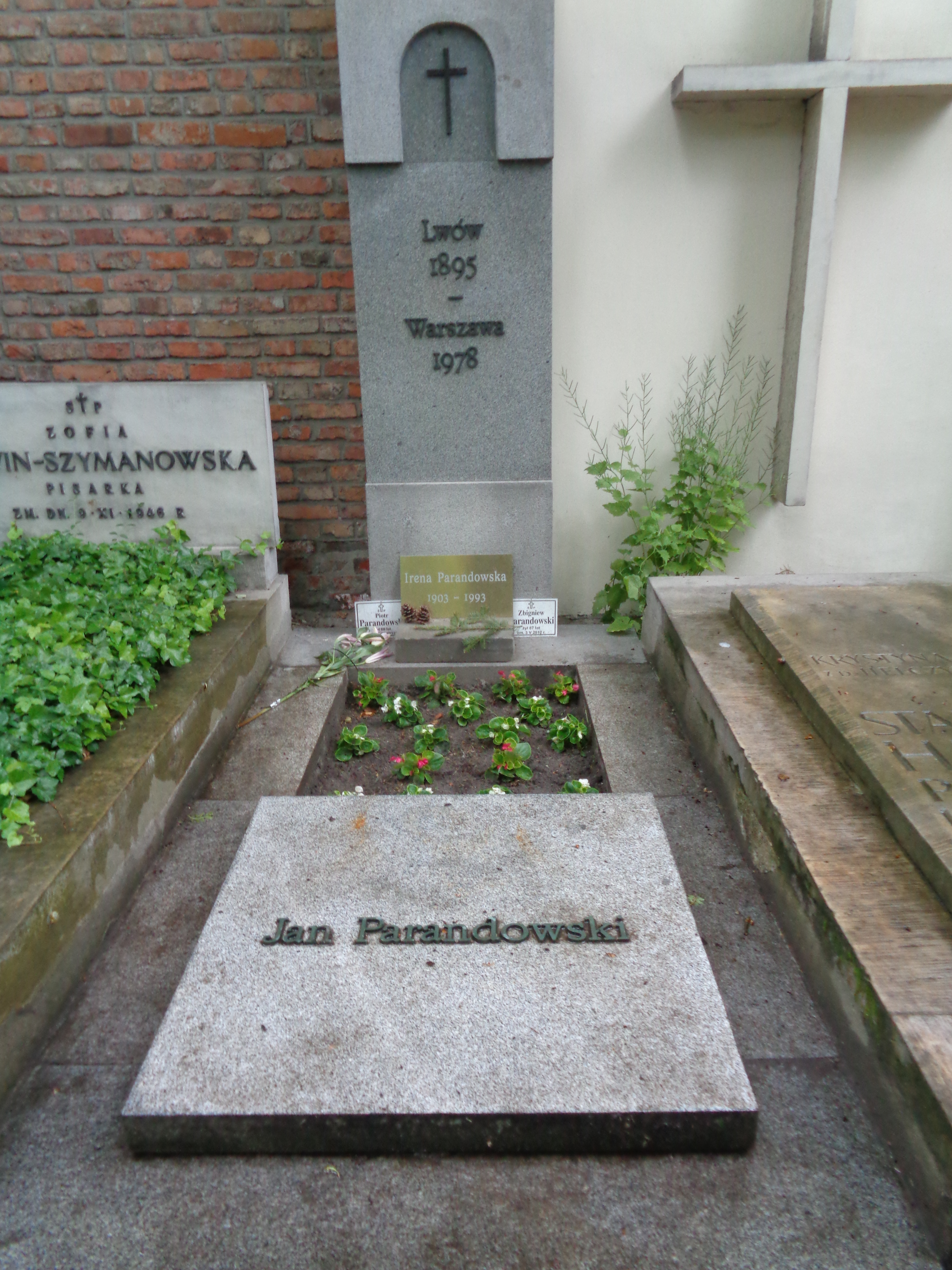
Grób rodzinny Zbigniewa Parandowskiego na cmentarzu Powązkowskim w Warszawie

Zbigniew Konrad Parandowski (ur. 1929 we Lwowie, zm. 3 maja 2017) – polski architekt, fotograf, rysownik, profesor Akademii Sztuk Pięknych w Gdańsku. Syn pisarza Jana Parandowskiego.

## Życiorys
Studiował na Wydziale Architektury Politechniki Warszawskiej w latach 1949–1955, dyplom uzyskał w 1955 roku. W Państwowej Wyższej Szkole Sztuk Plastycznych w Gdańsku (od 1996 roku Akademia Sztuk Pięknych w Gdańsku) pracował od roku 1976 do 2003. Profesor, w latach 1988–2002 kierował Katedrą Projektowania Architektury Wnętrz na Wydziale Architektury. Zrealizował między innymi Wyższą Szkołę Inżynierską w Zielonej Górze, magazyn i wzorcownię „Unitry” w Warszawie i budynek Dyrekcji Regionalnej Ceł w Amiens. Zajmował się także wystawiennictwem.
23 sierpnia 1980 roku dołączył do apelu 64 uczonych, pisarzy i publicystów do władz komunistycznych o podjęcie dialogu ze strajkującymi robotnikami.
Pochowany na cmentarzu Powązkowskim w Warszawie w grobie swoich rodziców w alei zasłużonych (grób 40).